# Grand Prix automobile de Corée du Sud
Le Grand Prix de Corée du Sud (en coréen : 코리아 그랑프리) est une épreuve comptant pour le championnat du monde de Formule 1 depuis la saison 2010. La première course eut lieu le 24 octobre 2010 sur le Circuit international de Corée, dans le district de Yeongam, homologué par la FIA le 11 octobre 2010.
Le Grand Prix de Corée du Sud est sous contrat pendant sept ans avec une possibilité de prolongement pour cinq années supplémentaires, de sorte que ce Grand Prix ait lieu jusqu'en 2022.
En 2014, le Grand Prix est exclu du calendrier ; la province du Jeolla du Sud a accumulé 180 millions de dollars de déficit pour l'organisation des quatre premières éditions et n'a pu proposer que 27 millions de dollars pour l'édition 2014, somme que la Formula One Management n'a pas acceptée (en 2013, les droits s'étaient élevés à 43,7 millions de dollars.)
Le Grand Prix, inscrit sous réserve au calendrier de la saison 2015, est finalement annulé.

## Le circuit
Le circuit international de Corée, de 5,450 km de développement, a été conçu par l'architecte allemand Hermann Tilke. Le tracé reprend certaines caractéristiques de quelques circuits de championnat comme la partie finale du circuit de l'Albert Park en Australie, les virages rapides du circuit de Shanghai et d'Istanbul Park. Il a été homologué le 11 octobre 2010 par la FIA et le pilote indien Karun Chandhok a effectué les quatorze premiers tours de piste le 4 septembre 2010 à bord d'une Red Bull.

## Palmarès

### Historique
| Année | Vainqueur        | Écurie           | Circuit | Résultats |
| ----- | ---------------- | ---------------- | ------- | --------- |
| 2010  | Fernando Alonso  | Ferrari          | Yeongam | Résultats |
| 2011  | Sebastian Vettel | Red Bull-Renault | Yeongam | Résultats |
| 2012  | Sebastian Vettel | Red Bull-Renault | Yeongam | Résultats |
| 2013  | Sebastian Vettel | Red Bull-Renault | Yeongam | Résultats |

### Classement des pilotes par nombre de victoires
| Nombre de victoires | Pilote           | Années           |
| ------------------- | ---------------- | ---------------- |
| 3 victoires         | Sebastian Vettel | 2011, 2012, 2013 |
| 1 victoire          | Fernando Alonso  | 2010             |

### Classement des écuries par nombre de victoires
| Nombre de victoires | Écurie           | Années           |
| ------------------- | ---------------- | ---------------- |
| 3 victoires         | Red Bull Racing  | 2011, 2012, 2013 |
| 1 victoire          | Scuderia Ferrari | 2010             |